# Jacqueline Pagnol
Jacqueline Pagnol, geboren als Jacqueline Bouvier, (6 oktober 1920 – 22 augustus 2016) was een Franse actrice.

## Biografie
Pagnol werd vooral bekend als echtgenote van Marcel Pagnol, die ze voor het eerste ontmoette in 1938. Pagnol verliet zijn toenmalige steractrice Josette Day voor haar. Het paar trouwde in 1945 en kreeg twee kinderen.
Pagnol speelde in haar gehele carrière mee in twaalf films, waarvan zes door haar man geregisseerd werden. Haar grootste successen waren de komedie Le Rosier de Madame Husson (1950, scenario van Pagnol), waarin ze de affiche deelde met Bourvil en het drama Manon des Sources (Pagnol, 1952) waarin ze de titelrol voor haar rekening nam (rol die Emmanuelle Béart de doorbraak bezorgde in de remake uit 1986). Ook het drama Naïs (Pagnol, 1945) en de satirische komedieTopaze (Pagnol, 1951), waarin Fernandel op haar verliefd werd, deden het uitstekend aan de filmkassa. Pagnol schreef ook nog het scenario voor de komedie Carnaval waarin zijn vrouw de spilzuchtige echtgenote van Fernandel speelde.
Ze werkte ook nog samen met onder meer Pierre Prévert.
Marcel Pagnol overleed in 1974. Zijn echtgenote zou hem meer dan veertig jaar overleven: Jacqueline Pagnol overleed in 2016 op 95-jarige leeftijd.

## Filmografie (selectie)
- 1945: Naïs (Marcel Pagnol)
- 1948: La Belle Meunière (Marcel Pagnol)
- 1950: Le Rosier de Madame Husson (Jean Boyer)
- 1951: Topaze (Marcel Pagnol)
- 1951: Adhémar ou le Jouet de la fatalité (Fernandel)
- 1952: Manon des Sources (Marcel Pagnol)
- 1953: Carnaval (Henri Verneuil)

- Bibliothèque nationale de France: cb124554908 (data)
- Gemeinsame Normdatei: 124217311
- International Standard Name Identifier: 0000 0000 7833 604X
- Library of Congress Control Number: n87110966
- Nationale Bibliotheek van Israël: 987007455176605171
- Nederlandse Thesaurus van Auteursnamen: 072935685
- Système universitaire de documentation: 033715858
- Virtual International Authority File: 62475617
- WorldCat: E39PBJqbrYjThDwqmW3wpGmTpP